# Protogobius
Protogobius is een monotypisch geslacht van straalvinnige vissen uit de familie van de riviergrondels (Rhyacichthyidae).

## Soort
- Protogobius attiti Watson & Pöllabauer, 1998